# Lećevica
Lećevica est un village et une municipalité située en Dalmatie, dans le comitat de Split-Dalmatie, en Croatie. Au recensement de 2001, la municipalité comptait 740 habitants, dont 92,84 % de Croates et le village seul comptait 252 habitants.

## Localités
La municipalité de Lećevica compte 4 localités :
- Divojevići
- Kladnjice
- Lećevica
- Radošić